# فاطمة المحميد
فاطمة المحميد (ولدت في 14 يونيو 1999) هي سباحة بحرينية. تنافست في مسابقة 50 متر حرة للسيدات في دورة الألعاب الأولمبية الصيفية 2016 في ريو دي جانيرو بالبرازيل.

## روابط خارجية
- فاطمة المحميد على موقع الاتحاد الدولي للسباحة (الإنجليزية)
- فاطمة المحميد على موقع أوليمبيديا (الإنجليزية)